# مجرمون أنذال

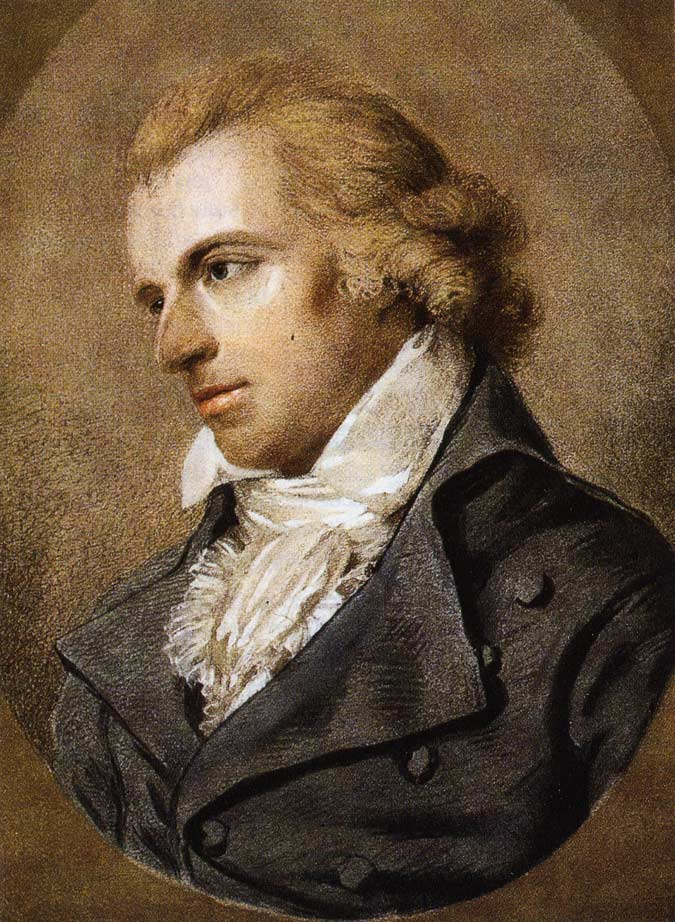
فريدرش شيلر

مجرمون أنذال (بالألمانية: Verbrecher aus Infamie) قصة طويلة من تأليف الكاتب الألماني فريدرش شيلر (1759-1805)، نُشرت للمرة الأولى في عام 1786.

## وصلات خارجية
| - مجرمون أنذال، على ويكي مصدر الألمانية. - مجرمون أنذال، على مشروع جوتنبرج الألماني. - مجرمون أنذال، على كتب جوجل. | - مجرمون أنذال، على أرشيف الإنترنت. - مجرمون أنذال، على الفهرس العالمي. - مجرمون أنذال، على موقع أمازون. |  |